# Pieta (манга)
Pieta (яп. ピエタ) — юри-манга, нарисованная мангакой Нанаэ Харуно. Изначально публиковалась в ежемесячном журнале Young You издательства Shueisha. Позже главы были напечатаны в виде двух танкобонов. Во второй том вошла дополнительная история, рассказывающая о жизни героев много позже завершения сюжета.

## Сюжет
Школьница Рио Сакаки часто режет себя и даже пыталась несколько раз совершить самоубийство. Её семья не любит её, особенно мачеха. В начале истории она встречается с Сахоко Хигой, два года жившей как хикикомори. Они влюбляются друг в друга и начинают встречаться, но провалы в памяти Рио грозят ей возвращением в суицидальное состояние.

## Персонажи
- Рио Сакаки (яп. 賢木理央 Сакаки Рио) — главная героиня истории. В школе её считают крутой и независимой. Но на деле она довольно чувствительная девушка[3]. Из-за отношения родителей Рио часто режет себя и даже пыталась несколько раз совершить самоубийство. Встретившись с Сахико, начала постепенно избавляться от страхов, однако мысли о прошлом снова настигают её. В итоге прыгает с крыши многоэтажного дома, но выживает с помощью врачей и Сахоко. В конце начинает жить вместе с Сахоко в её доме.
- Сахоко Хига (яп. 比賀佐保子 Хига Сахоко) — одноклассница Рио, но на два года старше, так как провела эти годы, запершись в своей комнате. Она живет отдельно от родителей, но сохраняет хорошие отношения с ними.
- Сёмицу Минори (яп. 御法先生 Минори Сё:мицу) — психолог Рио и муж Кёко. Помогает Рио в трудную минуту и очень беспокоиться за её психологическое состояние.
- Кёко Минори (яп. 御法鏡子 Минори Кё:ко) — психолог Рио и жена Сёмицу.
- Сигэко Сакаки (яп. 賢木繁子 Сакаки Сигэко) — мачеха Рио. Имеет двух биологических детей, одного от бывшего мужа, другого от отца Рио. Ненавидит Рио и всячески издевается над ней.

## Критика
Pieta — это медленная история об отношениях двух героинь, достаточно романтичная, временами трогательная. Сюжет не уникален, но хорошо построен.